# 国際連合安全保障理事会決議1483
国際連合安全保障理事会決議1483（こくさいれんごうあんぜんほしょうりじかいけつぎ1483、英: United Nations Security Council Resolution 1483）は、2003年5月22日に国際連合安全保障理事会で採択されたイラク・クウェート情勢に関する決議。略称はUNSCR1483。

## 概要
国連安保理決議1483は、イラクの復興支援に関する決議で、イラクへの経済制裁を解除するとともに、米国の復興人道支援室（Office of Reconstruction and Humanitarian Assistance, ORHA）から発足した連合国暫定当局（Coalition Provisional Authority, CPA）に対し、安保理の占領軍としての特別の権限を承認するもの。CPAの任務を規定し、すべての加盟国に対して復興支援活動への貢献を求めた。決議案は英国、スペイン、米国の共同提案として提出され、賛成14：反対0：棄権1（シリアが退席）で採択された。

## 主な内容

### 占領政策に関する決定
- 安保占領軍としての米英の特別の権限を認識
- 国際的に承認された代表政府がイラク国民により樹立され、責務が引き継ぐまでの間、連合国暫定当局（CPA）が権限を行使すると決定し、CPAに対し次を要請。

1. 安全で安定した状態の回復
2. イラク国民が自らの政治的将来を自由に決定できる状態の創出
3. 領土の実効的な施政を通じてイラク国民の福祉を増進すること

- すべての加盟国に対し、イラクにおける人道、復旧・復興支援、並びに安定及び安全の回復への貢献を要請

### 復興支援政策に関する決定
- イラクに対する禁輸・経済制裁を解除することを決定
- 石油・食料交換計画（Oil-for-food Program,OffP）の6ヵ月間の延長を決定
- 事務総長特別代表職（Special Representative of the Secretary-General,SRSG）の新設を要請
- 国連機関による人道復興援助の調整
- CPA、SRSGの協働によりイラク暫定政府の発足を支援することを決定
- イラク開発基金（Development Fund for Iraq,DFI）の設立を承認
- 開発基金は、国際通貨基金（IMF）、世界銀行(WB)、アラブ経済社会開発基金（Arab Fund）の代表とSRSGによって構成される国際諮問監視理事会（International Advisory and Monitoring Board of the Development Fund, IAMB）によって監査される。
- USD1億の資金をDFIからOffPに転送することを決定